# Primaire de la Ligue du Nord de 2017
Une primaire de la Ligue du Nord a lieu en Italie le 14 mai 2017 afin de désigner le nouveau secrétaire fédéral de ce parti politique.

## Candidats
| Photo | Nom | Nom                    | Carrière |
| ----- | --- | ---------------------- | --- |
|       |     | Matteo Salvini (1973-) | - Secrétaire fédéral de la Ligue du Nord (depuis 2013) - Secrétaire fédéral de la Ligue de Lombardie (2012-2013) - Député européen (2004-2006 et depuis 2009) - Député de la République italienne (2008-2009) |
|       |     | Giovanni Fava (1968-)  | - Député de la République italienne (depuis 2006) |

## Résultats
| Candidats | Candidats      | Voix  | %     |
| --------- | -------------- | ----- | ----- |
|           | Matteo Salvini | 6 636 | 82,70 |
|           | Giovanni Fava  | 1 388 | 17,30 |
|           |                |       |       |
| Total     | Total          | 8 024 | 100   |